# Petar Krasić
Stjepan fra Petar Krasić (Čitluk, 2. kolovoza 1935.) je hrvatski franjevac iz BiH, poznati kinolog, ljubitelj prirode i upravitelj Parka prirode Blidinje. Za svećenika je zaređen 29. srpnja 1958. u Mostaru.
Brat je poznatog hrvatskog franjevca, poznatog po radu u crkvenom školstvu u iseljeništvu, fra Ljube Krasića.

## Životopis
Za vrijeme velikosrpske agresije na BiH, fra Petar Krasić suorganizirao je Cestu spasa koja je prolazila pored Masne Luke i kojom je spas našlo više od tristo tisuća Muslimana.
Diljem Hercegovine i Hrvatske postao je poznat kao graditelj crkve i franjevačkog doma u Masnoj Luci kod Blidinja. Ta su mjesta u mjesnim hrvatskim legendama mjesta gdje su obitavali hajduci i djevice, poput Mijata Tomića i Dive Grabovčeve.
Godine 2003. Europska unija ga je stavila na popis nepoželjnih, jer je navodno pomagao hrvatskom generalu Anti Gotovini pri bijegu. Mediji su nagađali da se upravo na Vran planini i Čvrsnici skrivaju Ante Gotovina i svojedobno Mirko Norac, zatim su te teze uporno ponavljali, obnavljali i nadopunjavali, iako nikad nisu javno dali uvjerljiv dokaz za takve tvrdnje. Teze su išle dotle da su pojedini mediji tvrdili da je Gotovinu prebacio u kanadski Norval.  Međutim, 2003. te je teze prihvatila i Europska unija te je fra Petar završio na tom popisu. Fra Petrovo ime našlo se je na OHR-ovoj crnoj listi osoba iz BiH kojima je zabranjen ulazak u zemlje EU-a. Obrazloženje koje je dao Paddy Ashdown jest da fra Petar navodno skriva Antu Gotovinu. Fra Petar Krasić bio je jedini Hrvat na tom popisu na kojem je bilo 14 osoba, a kojima je EU zabranila ulazak na svoj teritorij jer se sumnjalo da pomažu osobama optuženim za ratne zločine.  Budući da se radilo o vrlo teškim izrečenim optužbama koje se nije ni pokušalo provjeriti, Hercegovačka franjevačka provincija najavila je da će uputiti zbog toga prosvjed Visokom predstavniku za BiH Paddyju Ashdownu.
Fra Petar Krasić optužbu je nazvao udarom na franjevce, osobito na hercegovačke, te uopće udarom Hrvate u BiH. Izjavio je da ga optužuju po sličnoj tehnici kao u komunizmu, kad je optuživan sličnom retorikom, bez dokaza i razloga.
2006. godine maknut je s tog popisa.
Komentiravši događaje, izjavio je da je ta optužba bila ciljana baš na nj i na instituciju franjevačkog reda i Katoličke crkve, odnosno, kako je bio točno predvidio, da će optužitelji na kraju optuživati i Vatikan, koji su optuživali "čak i za nešto više od mogućeg skrivanja i pomaganja Gotovini ".
Danas je voditelj Kuće molitve u Poljima u Masnoj Luci.

## Vanjske poveznice
- Hercegovački franjevac fra Petar Krasić na HKR, Emisija "Od Krista pozvani" u nedjelju u 10 sati, KTA BK BiH, Zagreb, 25. ožujak 2011.
- Tornjak: baza pedigrea koju vodi fra Petar Krasić